# الفحص الجيد للمرأة
الفحص الجيد للمرأة هو اختبار يُقدّم للمرأة من أجل مراجعة صحة أعضائها التناسلية، يوصى به مرة واحدة سنويًا لمعظم النساء. يشمل الفحص إجراء فحص للثدي، وفحص للحوض، ولطاخة عنق الرحم (لطاخة بابا نيكولا)، وقد يتضمن إجراءات أخرى، وتستخدم المشافي سياسات صارمة بالنسبة لهذه الاختبارات، تتعلق بالحصول على موافقة المريضة، ووجود مرافقين أثناء الفحص، وأمور أخرى هامة.
وفي حال أرادت المريضة تحديد جنس الفاحص، فغالبًا سيسمح مقدم الرعاية الصحية لها بذلك.

## الأهمية
يوصى بإجراء فحص جيد للمرأة من قبل طبيب أخصائي على الأقل مرة واحدة سنويًا للنساء فوق سن الـ 18، و/أو للنساء النشطات جنسيًا، وتكمن أهميته في تحديد المشاكل الصحية المبكرة المحتملة، وأهم الاختبارات المُجراة هي فحص الثدي، والحوض، ولطاخة عنق الرحم، ويجري بعض الأطباء اختبارات أخرى مثل قياس الضغط الشرياني، واختبار فيروس نقص المناعة البشرية المكتسب، واختبارات مخبرية أخرى، مثل تحليل البول، وتعداد دم شامل، واختبارات للأمراض المنقولة جنسيًا. ويُعتبر الإجراء مهم أيضًا من أجل دوره في الكشف عن بعض أنواع السرطان، مثل سرطان الثدي، وعنق الرحم.

## فحص الثدي

### التأمّل
يبدأ فحص الثدي بالتأمّل والمريضة بوضعية الاستلقاء، أو الجلوس. ينظر الأخصائي الطبي إلى كلا الثديين للتحقق من اللون، والتماثل، والأبعاد، وفيزيزلوجية جسمها (في حالة الحمل والإرضاع) والعِرق، ويبحث عن تشوهات قد تكون موجودة، مثل تورمات، أو انكماشات، وتأثير هذه التشوهات على الهالة أو الحلمة، ففي حال كانت الحلمة مسطحة، أو مقلوبة (مُسرّرة) يجب التفكير في الأسباب السرطانية.

### الجس
بعد التأمل، يُجس الثديان والمريضة في وضعية الجلوس، أو الاستلقاء، يجب على المريضة أن ترفع يدها، وتضعها خلف رأسها، وفي هذه الحالة يمكن جس كامل الغدة (غدة الثدي)، ومن المهم أيضًا جس الإبطين، لأنه قد يُجس كتل فيهما.
يُجرى الفحص بالضغط على الغدة بإصبعين، أو ثلاثة على جدار الصدر ويبدأ بذلك بطريقة شعاعية، أو بتقسيم الغدة إلى أرباع والبدء بربع معين، وتُفحَص الحلمة بحثًا عن وجود إفرازات حليبية (ثرّ اللبن)، أو مصلية، أو دموية أو قيحية، وفي حال اكتُشفت كتلة، أو عقيدة بالفحص يجب تحديد مكانها، وحجمها، وشكلها، وحوافها، واتساقها، وحساسيتها.

### الفحص الذاتي
بالإضافة للفحص السنوي من قبل أخصائي، يجب على النساء فوق سن الـ 18 سنة إجراء هذا الفحص شهريًا، ويُعد ذلك مهمًا لأن الفحوصات المنتظمة، والشاملة للثدي قد تكشف تغيرات من الممكن أن تحدث ما بين الفحوص السريرية، وتحدد وجود سرطان ثدي.
يُجرى الفحص الذاتي بعد سبعة أيام من بداية الدورة الشهرية (أي بعد سبعة أيام من بداية الحيض)، وفي حال اكتشفت المريضة أية كتلة، أو لاحظت تغيرات في ثديها، يجب عليها طلب الرعاية الطبية على الفور.

### فحوص الثدي الأخرى
تصوير الثدي بالماموغرافي، أو الماموغرام (تصوير الثدي الشعاعي) هو تصوير شعاعي خاص للثدي، وهو الإجراء الأكثر احتمالًا لكشف سرطان الثدي المبكر عند النساء غير العرضيات (اللواتي لا يعانين من أي أعراض)، ويظهر تصوير الثدي بالأشعة السينية الأورام قبل أن تصبح قابلة للجس بوقت طويل. يوصى بإجراء هذا الاختبار للنساء اللواتي يعانين من أعراض سرطان الثدي، أو عند اللواتي لديهن خطر عالٍ للإصابة به، ويُجرى الفحص والمريضة بوضعية الوقوف، والثديان مضغوطان بين صفيحتين بلاستيكيتين أثناء أخذ الصورة، ويجب أن يُجرى الاختبار من قبل شخص متخصّص.
تصوير الثدي بالإيكو (أو بالموجات فوق الصوتية) هو دراسة متممة للماموغرافي، إذ يكون نسيج الثدي عند العديد من النساء كثيفًا جدًا بسبب الأنسجة الليفية، والنسيج الغدي (الذي ينتج الحليب أثناء الرضاعة)، وتحدّ هذه الكثافة من قدرة اختصاصي الإشعة على تفسير النتائج، وهنا يكون التصوير بالأمواج فوق الصوتية مفيدًا، فهو يفرّق بين النسيج الغدي الكثيف، والورم، ويُنصَح بالمتابعة بإجراء ماموغرافي للثدي في حال أشار التصوير بالأمواج فوق الصوتية إلى وجود ورم من أجل التأكد قبل البدء بإجراءات جراحية غازية.

## فحص الحوض
يُعد فحص الحوض جزءًا من الفحص الفيزيائي لمنطقة الحوض عند المرأة، ويشمل أيضًا أخذ لطاخة بابانيكولا، ويتضمن الفحص ثلاثة أجزاء، الأولى هي الفحص العام للأعضاء التناسلية الخارجية، والفحص اليدوي، ومعاينة القناة المهبلية باستخدام المنظار.

### فحص الأعضاء التناسلية الأنثوية الخارجية
تكون المريضة بوضعية الاستلقاء على طاولة الفحص، والتي لها تبارزان يُدعيان بـ الركابين، من أجل أن تضع قدميها عليهما، توضع الرجلان بشكل يسمح للأخصائي الطبي بالوصول إلى منطقة الحوض.
في البداية تُفحَص الأعضاء التناسلية الخارجية، ويبحث الفاحص عن التشوهات كالآفات، والقرحات، والثآليل، وتغيرات اللون، والأعضاء التي يجب أن يشملها هذا الفحص هو الفرج الذي يحتوي على جبل العانة، وحيث يوجد الطيتان الطوليتان اللتان تشكلان الشفرين الكبيرين، من ثم الشفرين الصغيرين، وجريبات الأشعار، وتُفحَص قلنسوة البظر أيضًا.

### الفحص اليدوي
الغرض من هذا الفحص هو جس الأعضاء التناسلية التي لا يمكن رؤيتها من خلال الفحص البصري.
يُجرى عبر إدخال السبابة، والأصبع الوسطى في المهبل، وتتيح هذه المناورة للطبيب بأن يتفحص توجّه، وطول، وعرض المهبل، من ثم يُجس عنق الرحم للتحقق من الموقع، والحجم، والاتساق، وقابلية الحركة، وباستخدام هذه الطريقة يمكن فحص المبيضين بشكل واضح أيضًا.

### الفحص بالمنظار
يوصى بالفحص بمنظار عنق الرحم للنساء اللواتي فوق سن الـ 21 فقط، وبغض النظر عن نشاطها الجنسي، ومنظار عنق الرحم هو أداة مصنوعة من المعدن، أو البلاستيك، وتحتوي على ذراعين، الغرض منهما فصل وتوسيع فتحة المهبل والحفاظ عليها مفتوحة، مما يسمح للمريض بالمراقبة المباشرة للقناة المهبلية بمساعدة مصباح أو مرآة.
يوجد أنواع مختلفة من المناظير المستخدمة بحسب الخصائص المختلفة لكل مريضة، مثل العمر، والنشاط الجنسي، وعوامل أخرى، وتكون الخطوة الأولى هي فتح فتحة المهبل بوضع إصبعين في الزاوية الفرجية العجانية، من ثم إبعاد الإصبعين قليلًا عن بعضهما، والضغط للأسفل، من ثم إدخال المنظار، من ثم يُدار المنظار في المهبل بزاوية 45 درجة، ليتابع مع امتداد المحيط الطبيعي للجدار الخلفي للمهبل، وعندما يستقر المنظار في مكانه المناسب، تُزال الأصابع ويُدار الجهاز بشكل تصبح فيه الذراعين في المستوى الأفقي، ثم تُفصل الذراعان عن بعضهما، وتُثبّتان بالشكل الذي تصبح فيه رؤية عنق الرحم واضحة تمامًا.
لطاخة عنق الرحم هي اختبار تحرّ بهدف كشف الشذوذات مثل سرطان عنق الرحم، والإصابة بفيروس الورم الحليمي البشري، الذي يتطلب علاجًا باكرًا، ومن أجل ضمان فعالية الاختبار، يجب ألا تكون المريضة في فترة الطمث، ولم تستخدم موانع حمل مهبلية في غضون الـ 24 إلى 48 ساعة السابقة.
يبدأ الإجراء بسحج الخلايا من عنق الرحم، ويتمّ ذلك أثناء الفحص بالمنظار بعد الوصول إلى عنق الرحم، وتتم عملية أخذ اللطاخة عبر المِلوَق، أو فرشاة عنق الرحم، وقد تعاني بعض النساء من نزف مؤقت بسبب الإجراء، من ثم توضع السجة على الشريحة، وتُغطى بمثبت من أجل فحصها لاحقًا تحت المجهر، وتحديد ما إذا كانت طبيعية، أو لا.